# Dolné Plachtince
Dolné Plachtince (węg. Alsópalojta) – wieś (obec) na Słowacji położona w kraju bańskobystrzyckim, w powiecie Veľký Krtíš. Pierwsze wzmianki o miejscowości pochodzą z 1337 roku.
Według danych z dnia 31 grudnia 2012 roku, wieś zamieszkiwało 601 osób, w tym 314 kobiet i 287 mężczyzn.
W 2001 roku rozkład populacji względem narodowości i przynależności etnicznej wyglądał następująco:
- Słowacy – 93,33%
- Czesi – 0,17%
- Romowie – 3%
- Węgrzy – 1,5%

Ze względu na wyznawaną religię struktura mieszkańców kształtowała się w 2001 roku następująco:
- Katolicy rzymscy – 84,17%
- Ewangelicy – 8,67%
- Ateiści – 4,17%
- Nie podano – 3%